# Lord Beginner
Lord Beginner (né Egbert Moore à Port-of-Spain à Trinidad) fut une figure importante de la musique caraïbe qui popularisa le calypso aux États-Unis et en Angleterre dans les années 1950.